# Die letzten Paradiese
Die letzten Paradiese ist ein deutscher Naturfilm aus dem Jahre 1967. Gedreht wurde er von Eugen Schuhmacher und Helmuth Barth.

## Hintergrund
Der Film ist eine Auftragsproduktion der IUCN. Die Dreharbeiten begannen im Frühjahr 1959 und gehören bis heute zu den aufwendigsten im Bereich Tierfilm. 1.000.000 DM betrugen die Kosten dieses Films. Schuhmacher und sein Kameramann Helmuth Barth (der später an der mit dem Oscar ausgezeichneten Dokumentation Die Hellstrom-Chronik mitwirkte) gingen auf eine siebenjährige Reise (von 1959 bis 1966), um die damals am stärksten gefährdeten Tierarten der Welt im Film festzuhalten. Als Erzähler fungierte der deutsche Schauspieler Wolf Ackva. Es gibt auch ein Buch zu diesem Film (erschienen bei Bertelsmann), das in viele Sprachen übersetzt wurde, u. a. in:
- USA: The Last Paradises: On the track of Rare animals, Doubleday & Co, New York.
- England: The Last of the Wild: On the track of Rare animals (Übersetzung: Gwynne Vevers; Winwood Reade), Collins, London 1968.
- Italien: Gli Ultimi Paradisi, GARZANTI, MI, 1966.
- Slowenien (damals: Sozialistische Föderative Republik Jugoslawien): Nedotaknjene divjine: Po sledeh redkih zivali (Übersetzung: Prevedla Nada Vukelić), Ljubljana: Drzavna Zaloba Slovenije, 1969.
- Finnland: Viimeiset paratiisit: Harvinaisten eläinten jäljillä (Übersetzung: Heikki Väänänen) W. Söderström, Porvoossa 1968.
- Niederlande: De laatste paradijzen - Speurtocht naar zeldzame dieren (Übersetzung: M. E. A. Thijssen-van den Bosch), Wageningen Zomer & Keuning 1967.

## Handlung
Nach einer kurzen Trickfilmeinleitung über historische Ausrottungen, wie dem Dodo, dem Riesenalk und dem Quagga ging es in über 60 Länder und Territorien (z. B. Türkei, Spanien, Deutschland, Polen, Australien, Borneo, Chile, Spitzbergen, Neuseeland, Papua-Neuguinea, Indien, Java, Vereinigte Staaten und Peru) auf allen Kontinenten und zu den bekanntesten Nationalparks. Arten wie der Hamilton-Frosch von der Insel Stephens Island und das Java-Nashorn wurden zum ersten Mal gefilmt.

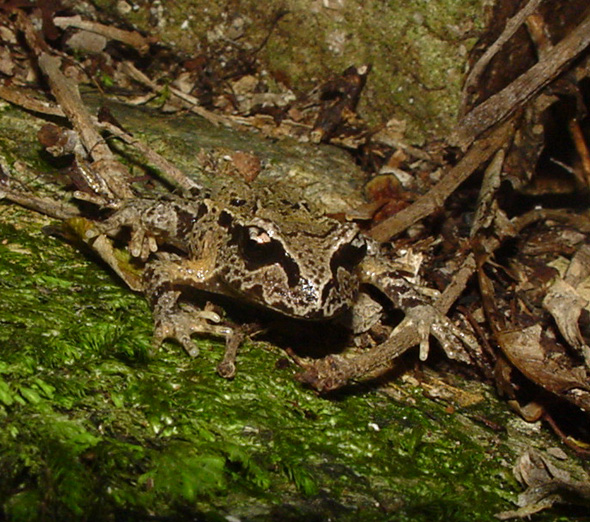
1964 wurde der Hamilton-Frosch zum ersten Mal gefilmt

Andere Szenen beinhalteten Aufnahmen von Tierarten wie dem Kakapo, der Südinseltakahe, dem Mandschurenkranich, den Kodiakbären, dem Schreikranich, dem Indischen Löwen, dem Komodowaran, dem Indri und den Paradiesvögeln. Oft musste das Team mehrmals und unter Strapazen in die betroffenen Regionen reisen, bevor gelungene Kameraaufnahmen entstehen konnten. Besonders die Aufnahmen mit dem Schreikranich erwiesen sich als besonders schwierig und wären fast nicht zustande gekommen, weil Schuhmacher und Barth keine Genehmigung erhielten, das Aransas National Wildlife Refuge in Texas zu betreten. Aufgrund der Tatsache, dass der Schreikranich zu Beginn der 1960er Jahre einer der seltensten Vögel der Welt war, hatten nur Wildhüter Zutritt zu diesem Schutzgebiet. Von Zeit zu Zeit wurden die Kraniche mit dem Flugzeug mit Nahrung versorgt. Diesen Umstand machten sich Schuhmacher und Barth zunutze und postierten sich in einem Boot in einem Kanal, der vor der Schutzgebietumzäunung verlief. Bei einer Fütterung kamen die Kraniche in ein Feuchtgebiet, das nahe genug am Zaun war und so konnten Schuhmacher und Barth Aufnahmen von einer Kranichmutter mit ihrem Jungen machen. Schuhmacher endet seine Dokumentation mit dem Appell, Reservate zu schaffen und "die letzten Paradiese" für künftige Generationen zu erhalten.

## Namensdopplung
Eine Filmreihe mit dem gleichen Titel wird seit 2000 von Hans Jöchler produziert.

## Auszeichnungen
Der Film erhielt 1967 den Goldenen Neptun beim Bergfilmfestival in Trient.

## Kritiken
Das Lexikon des internationalen Films schrieb: Ein hervorragender Dokumentarfilm, der von der Ausrottung bedrohte Tiere, in ihrem natürlichen Lebensraum zeigt. Auch der Evangelische Film-Beobachter ist voll des Lobes: Dokumentarfilm über die letzten Tierparadiese auf unserer Erde, der eine Fülle faszinierender Aufnahmen von seltenen und zum Teil fast ausgestorbenen Tieren zeigt. Unbedingt sehenswert für Jung (etwa ab 8 Jahren) und Alt! (Kritik Nr. 90/1967)